# Deraeocoris davisi
Deraeocoris davisi är en insektsart som beskrevs av Knight 1921. Deraeocoris davisi ingår i släktet Deraeocoris och familjen ängsskinnbaggar. Inga underarter finns listade i Catalogue of Life.